# Lazzaro (Pirandello)
Lazzaro è un'opera teatrale che fa parte dell'ultima produzione letteraria di Luigi Pirandello. Essa si rifà al mito come ne La nuova colonia e ne I giganti della montagna. La composizione del dramma risale al 1928. Fu rappresentata in Italia la prima volta a Torino nel dicembre del 1929 con la Compagnia di Marta Abba.

## Trama
Per la prima e ultima volta Pirandello affronta l'argomento religioso esplicitamente e lo fa in un mito, inserito in un tema più ampio, che si ritrova in tanti drammi precedenti: lo scontro di due culture, una materna, istintiva e vitalistica e l'altra paterna che in questo dramma assume il significato di trascendenza, di religione dogmatica e autoritaria.
I contrasti tra Diego e Sara, marito e moglie, soprattutto per quanto riguarda l'educazione dei figli Lucio e Lia, portano inevitabilmente alla loro separazione.
Sara se ne va in una casa di campagna, dove si innamora del fattore Arcadipane e inizia con lui una vita tutta spontanea e naturale senza remore sociali o religiose. Diego, portatore di una fede negativa, dogmatica e severa, s'incarica della educazione dei figli mandando Lucio in seminario e Lia a un convento di suore, dove si ammala perdendo l'uso di una gamba.
Il dramma si origina nel momento in cui Lucio si rifiuta di diventare prete, opponendosi al padre che, per la violenta reazione che segue alla decisione del figlio, accidentalmente muore.
Una miracolosa iniezione del dottore Gionni però lo riporta in vita. Novello Lazzaro, Diego scopre che nell'aldilà c'è il nulla: non sono previsti né compensi né punizioni, e tutte le rinunce che egli ha fatto per conquistarsi il Paradiso non servono a niente.
Se prima del suo ritorno in vita aveva dunque sopportato il tradimento della moglie, ora potrà finalmente sfogare la sua rabbia e vendicarsi ferendo Arcadipane.
Sarà Lucio a fare da tramite tra la fede persa del padre e la vita tutta naturale della madre. Il Dio immanente di Pirandello, che eternamente vive nell'«eterno presente della vita» fa infatti in modo che Lucio si dedichi alla vita religiosa, salvando il padre e guarendo miracolosamente la sorella.

## Edizioni
- Luigi Pirandello, Maschere nude, a cura di Italo Borzi e Maria Argenziano, Newton Compton Editori, 2007